# 黑尿症
黑尿症（Alkaptonuria，AKU）是一種罕見的遺傳性疾病，和酪氨酸和苯丙氨酸的代謝障礙有關，是一種體染色體隱性遺傳，具有無法合成尿黑酸氧化酶的缺陷，這種酵素可降解有毒性的尿黑酸，這種酪氨酸副產物，會使軟骨區變成黑色，例如耳朵、眼睛。